# Howard Judd
Howard Lund Judd (28 de diciembre de 1935 - 19 de julio de 2007) fue un médico e investigador médico estadounidense. Se especializó en obstetricia y ginecología, y contribuyó con importantes investigaciones en el campo de la salud de la mujer, en particular sobre la menopausia y la terapia de reemplazo hormonal.

## Biografía
Judd nació en Los Ángeles de George y Emmeline Judd. Su padre era obstetra y su hermano mayor Lewis se convirtió en presidente del departamento de psiquiatría de la Universidad de California, San Diego. Howard pasó a estudiar medicina en la Universidad George Washington luego de asistir a Occidental College y la Universidad Brigham Young. Judd completó su residencia en obstetricia y ginecología en el Hospital Brigham and Women's, y luego se formó en endocrinología en el Hospital General de Massachusetts.

## Carrera
En 1970, se unió a la facultad de medicina en la Universidad de California, San Diego, y más tarde en 1977 se unió a la Universidad de California, Los Ángeles (UCLA). Permanecería en la universidad hasta su jubilación en 2005, y se convirtió en profesor de obstetricia y ginecología, y director ejecutivo de la división de endocrinología reproductiva e infertilidad.
En su investigación inicial, Judd y sus colaboradores demostraron que los ovarios de las mujeres posmenopáusicas podrían secretar cantidades de andrógenos, que pueden actuar como precursores del estrógeno. Luego comenzó a investigar la fisiología de los sofocos, un síntoma característico de la menopausia. Desarrolló técnicas para controlar el inicio y la gravedad de los sofocos, utilizando electrodos para medir el aumento de la temperatura de la piel debido a la vasodilatación y la frecuencia del pulso. Estas mediciones objetivas de los sofocos más tarde ayudaron a evaluar la efectividad de los tratamientos para mitigar los signos y síntomas de la menopausia, incluida la terapia de reemplazo hormonal. Dirigió los primeros ensayos que demostraron la eficacia y seguridad del parche de estrógeno transdérmico conocido como Estraderm.
Desde la década de 1990 hasta 2005, fue investigador principal de Women's Health Initiative, un ensayo que investiga importantes problemas de salud en mujeres mayores, incluida la menopausia y la terapia de reemplazo hormonal. El ensayo se detuvo en 2002 después de los resultados que mostraban que las mujeres en terapia de reemplazo hormonal tenían un mayor riesgo de desarrollar enfermedades cardiovasculares y cáncer de mama. Judd sostuvo que, de hecho, el estrógeno beneficiaría a algunas personas, una posición que los investigadores finalmente adoptaron después de un estudio adicional.

## Muerte
Howard Judd murió de insuficiencia cardíaca congestiva en su hogar de Santa Mónica y fue sobrevivido por su esposa Susan Judd y sus tres hijas.